# Ion Nonna Otescu
Ion Nonna Otescu, uneori cu grafia Ottescu, (n. 15 decembrie 1888, București, România – d. 25 martie 1940, București, România) a fost un compozitor și dirijor român.

## Biografie
Studiile și le-a făcut la Conservatorul din București, cu Dumitru Kiriac și Alfonso Castaldi. Și-a continuat studiile muzicale la Paris, cu Charles-Marie Widor și Vincent d'Indy.
A fost profesor la Conservatorul din București și apoi director al acestui institut. Între 1920-1940, Otescu a fost vicepreședintele Societății compozitorilor români.
La început a fost influențat de stiluri diferite, în special de impresionism. În ultimele lucrări, îndeosebi în opera comică De la Matei citire, compozitorul Otescu a pus accentul pe dezvoltarea în forme simfonic instrumentale a melosului popular românesc.

## Poeme simfonice
- Le temple de Gnide, 1908
- La légende de la rose rouge, 1910
- Narcisse, 1910
- Impresiuni de iarnă, 1914
- Vrăjile Armidei, 1915 (vioară și orchestră)

## Schițe simfonice pe teme populare românești
- Din bătrâni, 1912

## Balet
- Ileana Cosânzeana, 1917

## Operă comică
- De la Matei citire (terminată de A. Stroe în 1960)